# Grudzień 2007 w sporcie
Zobacz też: Grudzień 2007 · Zmarli w grudniu 2007 · Grudzień 2007 w Wikinews
- 2 grudnia – piłka nożna – losowanie finałów Mistrzostw Europy 2008 w Lucernie
- 2-16 grudnia – piłka ręczna – mistrzostwa świata w piłce ręcznej we Francji
- 6-9 grudnia – biathlon – Puchar Świata w Hochfilzen
- 6-9 grudnia – łyżwiarstwo figurowe – Finał cyklu Grand Prix Juniorów w Gdańsku
- 8 grudnia – judo – mistrzostwa Europy w kategorii open w Warszawie
- 8-9 grudnia – skoki narciarskie – Puchar Świata w Trondheim
- 12-16 grudnia – biathlon – Puchar Świata w Pokljuce
- 13-16 grudnia – łyżwiarstwo figurowe – Finał cyklu Grand Prix w Turynie
- 14-16 grudnia – łyżwiarstwo figurowe – Mistrzostwa Polski, w kategorii Seniorów i Novice, w Oświęcimiu

## 9 grudnia
- Na torze w Interlagos (Brazylia) podczas wyścigu klasy Stock Car Light o Grand Prix Brazylii zginął 26-letni Brazylijczyk Rafael Sperafic.

26-letni kierowca stracił panowanie nad swym pojazdem na szóstym okrążeniu i uderzył w bandę. Samochód powrócił na tor i zderzył się z maszyną kierowaną przez Rentao Russo.
Sperafico zmarł w wyniku licznych obrażeń głowy – powiedział doktor Dino Altman. Stan Russo, który także doznał obrażeń głowy, jest poważny, ale stabilny.

## 2 grudnia

### Piłka nożna
- Piłkarska reprezentacja Polski zagra w grupie B Mistrzostw Europy 2008, które rozegrane zostaną na boiskach Austrii i Szwajcarii.

Rywalami Polski będą reprezentacje Niemiec, Austrii i Chorwacji.
Skład wszystkich grup Euro 2008:
grupa A: Szwajcaria, Czechy, Portugalia, Turcja
grupa B: Austria, Chorwacja, Niemcy, Polska
grupa C: Holandia, Włochy, Rumunia, Francja
grupa D: Grecja, Szwecja, Hiszpania, Rosja
Terminarz Polskiej reprezentacji:
dzień: 08.06 godz.: 20:45 miasto: Klagenfurt am Wörthersee mecz: Polska – Niemcy
dzień: 12.06 godz.: 20:45 miasto: Wiedeń mecz: Austria – Polska
dzień: 16.06 godz.: 20:45 miasto: Klagenfurt am Wörthersee mecz: Polska – Chorwacja